# Murray (rivier)
De Murray is met zijn 2.508 kilometer de langste rivier van Australië en ontspringt in de Australische Alpen. De rivier doorkruist de binnenlanden van Australië waarbij hij de grens vormt tussen de staten New South Wales en Victoria. De Murray stroomt in eerste instantie naar het noordwesten, alvorens af te buigen en 500 kilometer zuidwaarts te stromen.
De wateren van de Murray stromen door verschillende meren (die verschillen in saliniteit), waaronder Lake Alexandrina en de Coorong, voordat hij bij Murray Mouth, bij Adelaide, in de Zuidelijke Oceaan uitmondt.

## Geografie
De Murray vormt een onderdeel van het 3.750 kilometer lange gecombineerde Murray-Darlingriviersysteem dat zich uitstrekt in Victoria, New South Wales en het zuiden van Queensland. Al met al bestrijkt het stroomgebied een oppervlakte van 1 miljoen km² of 1/7 van Australiës landmassa. De Murray draagt maar een fractie van de hoeveelheid water die soortgelijke rivieren elders in de wereld vervoeren. In zijn natuurlijke staat droogde de rivier soms zelfs helemaal op, maar dit was zeer zeldzaam.
De Murray vormt de grens van de Australische staten Victoria en New South Wales. Deze grensdefinitie kan als ambigu worden gezien, daar de loop van de rivier lichtjes is veranderd sinds de grens in 1851 werd vastgesteld. Ten westen van de 141°E lengtegraad, gaat de rivier gedurende 3,6 kilometer verder langs de grens van Victoria en Zuid-Australië. Na dit punt bevindt de rivier zich geheel in de staat Zuid-Australië.

## Rivierleven
De Murray bevat een groot gehalte aan uniek rivierleven, onder andere inheemse vissen zoals de murraykabeljauw, forelkabeljauw, gouden baars, macquariebaars, zilverbaars, eel-tailed katvis, Australische spiering en western carp gudgeon. Verder komen er andere waterwezens in voor zoals de short-necked turtle, Murray River crayfish, broad-clawed yabbies en de large clawed shrimp.
De gezondheid van de Murray is flink verminderd sinds de Europeanen zich in Australië vestigden, gedeeltelijk door de regulatie van de rivier. Veel van de inheemse vissen zijn nu zeldzaam of bedreigd. Extreme droogtes in 2000–2007 hebben de rivier sterk aangetast.
Geïntroduceerde vissoorten, zoals de karper, Gambusia, weather loach, baars, forel en regenboogforel hebben ook een negatief effect op de inheemse vissen.

## Oude geschiedenis
Tussen de 0,5 en 2,5 miljoen jaar geleden mondde de Murray uit in een groot zoetwatermeer, Lake Bungunia genaamd. Lake Bungunia werd gevormd door bewegingen van de Aarde die de Murray tijdens deze periode blokkeerden bij Swan Reach. Op zijn toppunt bestreek het meer een gebied van 33.000 km². De afwatering van Lake Bungunnia begon ongeveer 0,5 miljoen jaar geleden, en moet een dramatisch evenement zijn geweest. Een hoger neerslaggehalte zou nodig zijn geweest om zo’n meer vol te houden.
De Barmah Red Gum Forests danken hun bestaan aan de Cadellbreuk. Ongeveer 25.000 jaar geleden vond er een verschuiving plaats, waardoor de oostelijke kant van de breuk 8 tot 12 meter boven het overstromingsgebied kwam te liggen. Dit creëerde een complexe serie van gebeurtenissen. Een deel van de originele Murray achter de breuk werd afgesneden, en bestaat vandaag de dag enkel nog als een leeg kanaal, Green Gully genaamd. De Goulburn werd ingedamd door het zuidelijke einde van de breuk, waardoor een natuurlijk meer ontstond. De Murray stroomde naar het noorden rond de Cadellbreuk, waardoor het kanaal van de Edward ontstond. Daarna begaf de natuurlijke dam van de Goulburn het en stroomde het meer leeg.
Het primaire resultaat van de Cadellbreuk is dat het naar het westen stromende water van de Murray de breuk trof, en zowel ten noorden als zuiden rond de breuk stroomde in twee hoofdkanalen (Edward en een oude Goulburn), evenals een paar kleine stroompjes. Deze omstandigheden waren perfect voor de Eucalyptus-bomen die bekend zijn als River Red Gums. Deze vormden meteen bossen in het gebied.

## Verkenning
De eerste Europeanen die de rivier verkenden, waren Hamilton Hume en William Hovell, die de rivier in 1824 overstaken op de plek waar nu Albury ligt. Hamilton Hume noemde de rivier Hume River, naar zijn vader. In 1830 bereikte Kapitein Charles Sturt de rivier na de Murrumbidgee te hebben bevaren, en noemde de rivier Murray, als eerbetoon aan de toenmalige Britse staatssecretaris van Oorlog en Koloniën, George Murray. Hij wist niet dat dit dezelfde rivier was die Hume en Hovell al eerder hadden gezien, een stuk stroomopwaarts. Sturt zette zijn reis voort en bereikte uiteindelijk de monding van de rivier bij Murray Mouth. Dit gebied werd later zorgvuldiger onderzocht door kapitein Collet Barker in 1831. In 1852 bouwde Francis Cadell een kano en werd de eerste Europeaan die de gehele rivier afvoer.
In 1858 verkende de zoöloog William Blandowski in dienst van de overheid, samen met Gerard Krefft, de benedenlopen van de Murray en de Darling. Hij stelde bij deze reis een lijst van vogels en zoogdieren samen.

## Transport

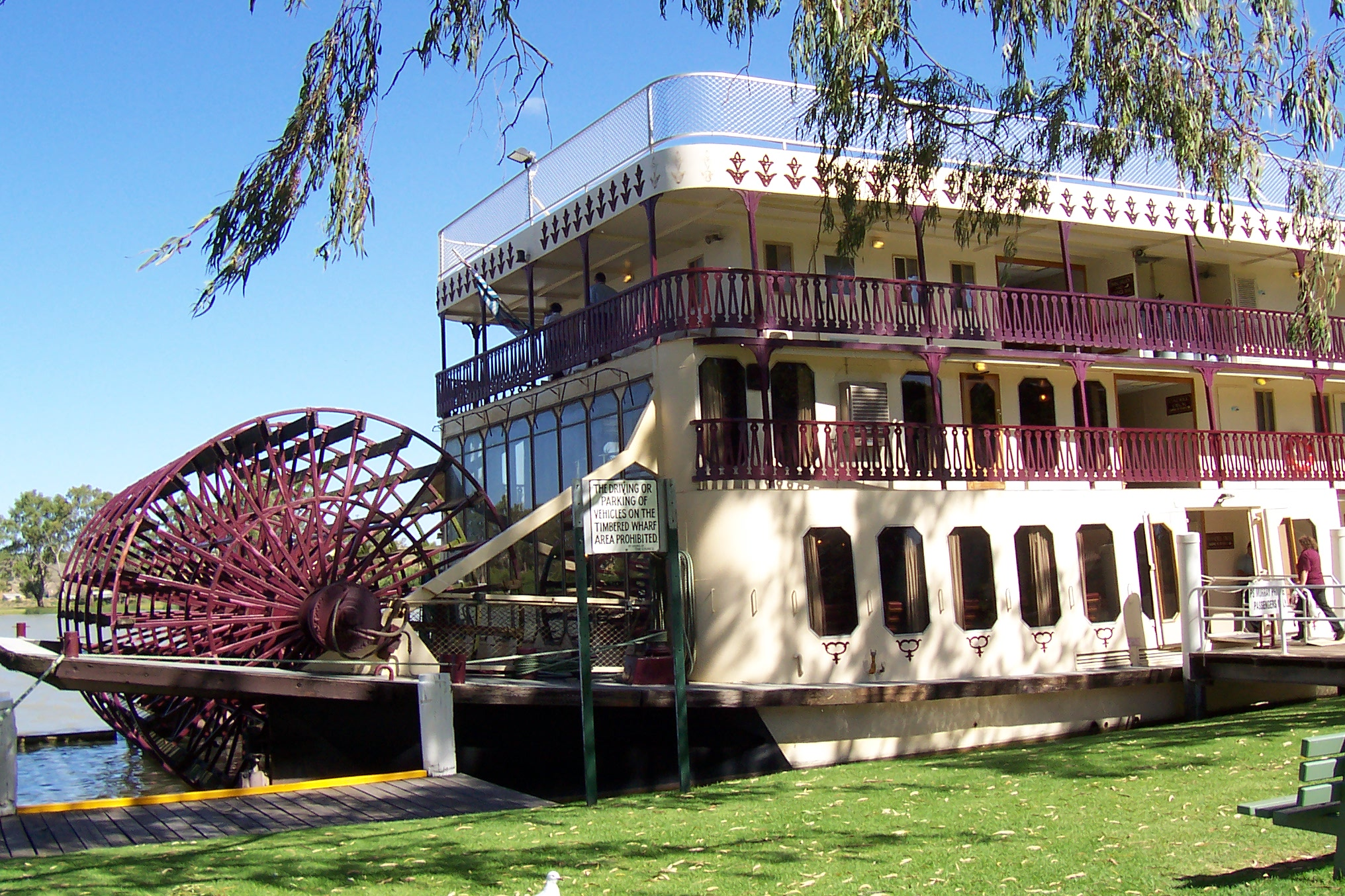
De PS Murray Princess is de grootste raderboot op de Murray

Door het gebrek aan een estuarium konden schepen van zee af niet de Murray opvaren. In de 19e eeuw echter werden op de rivier stoomboten ingezet voor transport. De komst van de stoomboten werd verwelkomd door de kolonisten, die tot die tijd te kampen hadden gehad met een gebrek aan transport. Rond 1860 voer er een dozijn boten over de rivier, vooral naar de goudvelden.
Vandaag de dag is het meeste verkeer op de rivier recreatief. Kleine privéboten worden gebruikt voor waterskiën. Woonboten zijn er een bekend verschijnsel, zowel als privé-eigendom als voor verhuur. Er zijn nog een aantal historische raderstoomboten in de vaart.

## Wateropslag en irrigatie
In de jaren vijftig van de 19e eeuw begonnen kleine pompstations water uit de Murray te pompen — de eerste grote pomp kwam in 1887. De introductie van deze pompstations langs de rivier zorgde voor een uitbreiding van de landbouw aan de oevers. Het leidde uiteindelijk tot de ontwikkeling van irrigatiegebieden. In 1915 tekenden de drie staten waar de Murray doorheen stroomt, een overeenkomst om grote opslagreservoirs te laten bouwen. In 1979 werd de Dartmouthdam opgeleverd. Achter de dam wordt bijna 4 km³ water vastgehouden voor de irrigatie en de opwekking van elektriciteit. De dam ligt in een zijtak van Murray in de Mirra Mirra.